# Замок Евле
Замок Евле (швед. Gävle slott) — замок, расположенный на южном берегу реки Гавлеоне на Замковой площади города Евле (Естрикланд). Ныне он служит резиденцией губернатора лена Евлеборг.

## История
В 1583—1593 годах король Юхан III начал строительство «церкви-крепости»: здание замка, где церковь занимала центральное место. Замок имел совершенно другой вид, чем ныне. Как и других замки династии Васа он обладал башнями со шпилями и богато украшенными щипцами. Его архитектором был придворный мастер Виллем Бой, а строительство было завершено в 1597 году. В 1600 году в замке обосновался губернатор Абрахам Браге со своей семьёй. После нескольких лет запустения замок был реконструирован в 1650-х и 1660-х годах, и здание стало резиденцией губернатора лена.

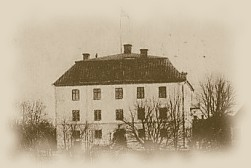
Замок Евле в начале XX века.

В 1726 году местные жители просили короля Швеции превратить замок в церковь, но в канун Пасхи 1727 года в замке вспыхнул пожар. Замковая церковь лежала в руинах, а его верхний этаж был полностью разрушен. Замок пришлось оставить на несколько лет, прежде чем в 1741 году было решено отремонтировать его и восстановить в качестве резиденции губернатора лена. Архитектор Карл Хорлеман был назначен ответственным за этот проект. После завершения всех работ замок Евле получил внешний вид, который по большей части сохранился до нынешнего времени. В 1754 году первый губернатор, Аксель Йохан Грипенхьельм, смог переехать туда.
Внутри стен замка, в юго-восточном углу располагалась тюрьма. Она, вероятно, первоначально была продовольственным складом, но в XVII веке она стала играть новую для себя функцию места заключения. Она также сгорела во время пожара в замке в 1727 году, но был восстановлена в 1732 году. Ныне там расположен Шведский тюремный музей.